# Yasutarō Sakagami
Yasutarō Sakagami (阪上安太郎?, Sakagami Yasutarō; 9 gennaio 1912 – 27 febbraio 1984) è stato un politico e pallanuotista giapponese.
È stato un membro del Giappone, che ha partecipato alle Olimpiadi di Los Angeles 1932 e di Berlino 1936.
Oltre la pallanuoto, ha servito sei mandati come membro della Camera dei rappresentanti, della quale è stato elogiato per merito.